# Матковић
Матковић је хрватско и српско презиме, патроним настало од мушког имена Матко. Може се односити на следеће особе:
- Добрица Матковић (1888–1973), југословенски политичар
- Гордана Матковић (1960), српска политичарка
- Ивица Матковић (1913–1945), усташки потпуковник и командант концентрационог логора

## У популарној култури
- Кристијан Матковић, српски војник у видео игрици Battlefield 3